# 히사아키 친왕
히사아키 친왕 혹은 히사아키라 친왕(久明親王) (1276 ~ 1328)은 가마쿠라 막부 제8대 쇼군이다. 고후카쿠사 천황의 제6황자.